# HMS Gardiner (K478)
HMS Gardiner (K478) là một tàu frigate lớp Captain của Hải quân Hoàng gia Anh hoạt động trong Chiến tranh Thế giới thứ hai. Nó nguyên được Hoa Kỳ chế tạo như là chiếc USS O'Toole (DE-274), một tàu hộ tống khu trục lớp Evarts, và chuyển giao cho Anh Quốc theo Chương trình Cho thuê-Cho mượn (Lend-Lease). Nó là chiếc tàu chiến duy nhất của Hải quân Anh được đặt tên theo Đại tá Hải quân Arthur Gardiner (? -1758), Hạm trưởng chỉ huy chiến hạm HMS Monmouth và đã tử trận khi chiếm chiến hạm Pháp Foudroyant vào năm 1758. Nó đã phục vụ cho đến khi chiến tranh kết thúc tại Châu Âu, hoàn trả cho Hoa Kỳ năm 1945 nhưng rút biên chế và xóa đăng bạ ngay sau đó, và cuối cùng bị bán để tháo dỡ vào năm 1947.

## Thiết kế và chế tạo
Những tàu frigate lớp Captain thuộc phân lớp Evarts có chiều dài chung 289 ft 5 in (88,21 m), mạn tàu rộng 35 ft 1 in (10,69 m) và độ sâu mớn nước khi đầy tải là 8 ft 3 in (2,51 m). Chúng có trọng lượng choán nước tiêu chuẩn 1.140 tấn Anh (1.160 t); và lên đến 1.430 tấn Anh (1.450 t) khi đầy tải. Hệ thống động lực bao gồm bốn động cơ diesel General Motors Kiểu 16-278A nối với bốn máy phát điện để vận hành hai trục chân vịt; công suất 6.000 hp (4.500 kW) cho phép đạt được tốc độ tối đa 21 kn (24 mph; 39 km/h), và có dự trữ hành trình 4.150 nmi (4.780 mi; 7.690 km) khi di chuyển ở vận tốc đường trường 12 kn (14 mph; 22 km/h).
Vũ khí trang bị bao gồm ba pháo 3 in (76 mm)/50 cal trên tháp pháo nòng đơn có thể đối hạm hoặc phòng không, một khẩu đội 1,1 inch/75 caliber bốn nòng và chín pháo phòng không Oerlikon 20 mm. Vũ khí chống ngầm bao gồm một dàn súng cối chống tàu ngầm Hedgehog Mk. 10 (có 24 nòng và mang theo 144 quả đạn); hai đường ray Mk. 9 và tám máy phóng K3 Mk. 6 để thả mìn sâu.
O'Toole (DE-274) được đặt lườn tại Xưởng hải quân Boston ở Boston, Massachusetts vào ngày 20 tháng 5, 1943; con tàu được đặt theo tên Thiếu úy Hải quân John Albert O'Toole (1916-1942), người phục vụ trên tàu vận tải chuyển quân Joseph Huwes (AP-50) và đã tử trận tại Morroco vào ngày 8 tháng 11, 1942 khi tham gia Chiến dịch Torch; ông được truy tặng Huân chương Chữ thập Hải quân. Nó được hạ thủy vào ngày 8 tháng 7, 1943, rồi được chuyển giao cho Anh Quốc vào ngày 28 tháng 9, 1943  và nhập biên chế cùng Hải quân Hoàng gia Anh như là chiếc HMS Gardiner (K478) dưới quyền chỉ huy của Hạm trưởng, Thiếu tá Hải quân Robert Sydney Hopper.

## Lịch sử hoạt động
Trong quá trình phục vụ cùng Hải quân Hoàng gia Anh, Gardiner hoạt động trong vai trò chính là hộ tống các đoàn tàu vận tải vượt Đại Tây Dương từ năm 1943 đến năm 1945.
Sau khi chiến tranh chấm dứt tại Châu Âu, Gardiner được cho xuất biên chế vào ngày 28 tháng 9, 1943, rồi được hoàn trả cho Hoa Kỳ tại Xưởng hải quân Boston ở Boston, Massachusetts, Hoa Kỳ vào ngày 12 tháng 2, 1946, nhằm giảm bớt chi phí mà Anh phải trả cho Hoa Kỳ trong Chương trình Cho thuê-Cho mượn (Lend-Lease). Con tàu được bán cho hãng Atlas Steel and Supply Company vào ngày 10 tháng 12, 1946 để tháo dỡ.